# Vriesea schultesiana
Vriesea schultesiana är en gräsväxtart som beskrevs av Lyman Bradford Smith. Vriesea schultesiana ingår i släktet Vriesea och familjen Bromeliaceae. Inga underarter finns listade i Catalogue of Life.